# Sedum tianmushanense
Sedum tianmushanense là một loài thực vật có hoa trong họ Crassulaceae. Loài này được Y.C. Ho miêu tả khoa học đầu tiên năm 1989.